# Trevärt järn

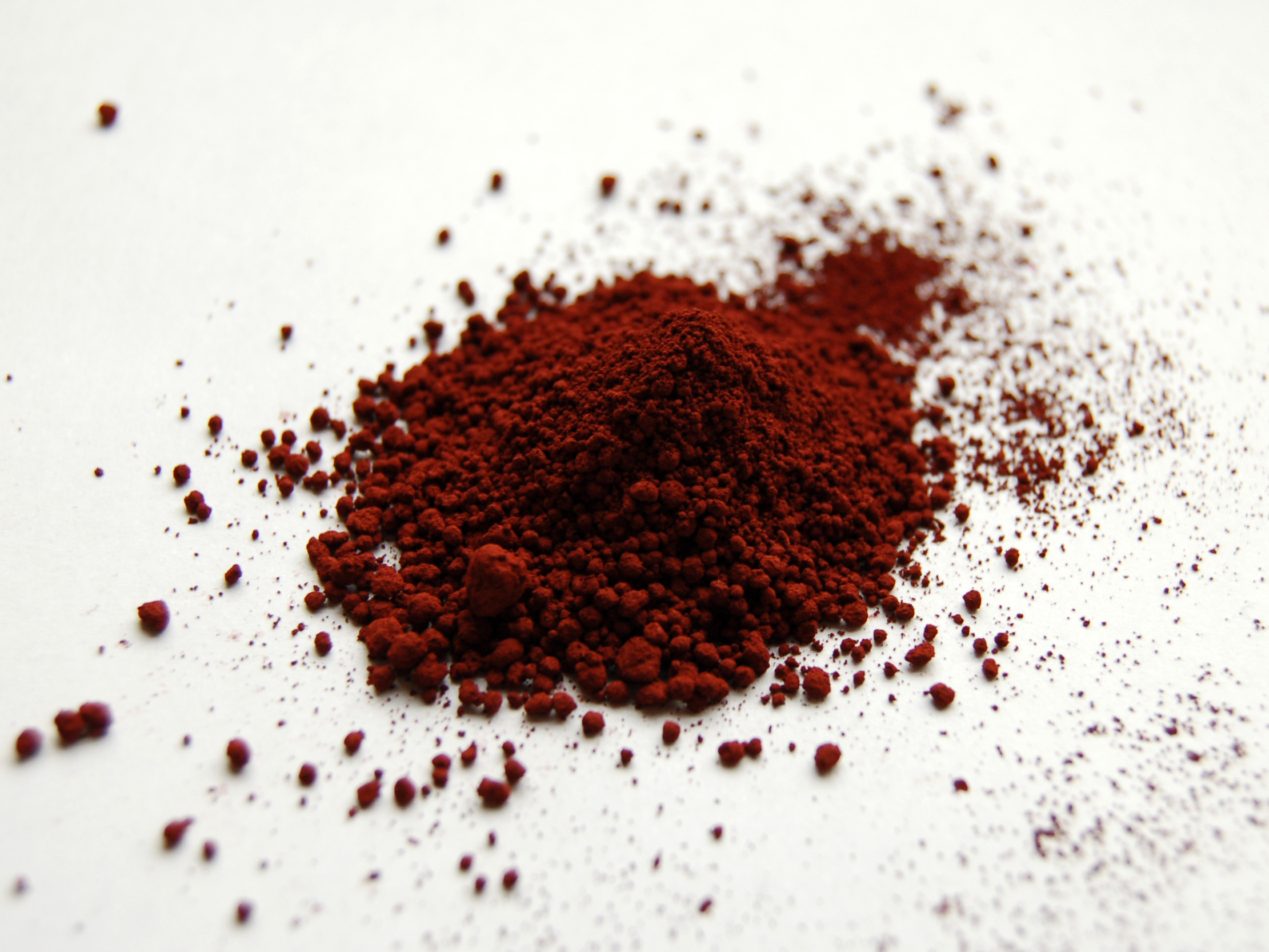
Järn(III)oxid som också kallas rödrost.

Trevärt järn, järn (III), är grundämnet järn med oxidationstalet III, Fe3+. Trevärda järnjoner är svårlösliga i vattnen och fälls ofta ut som rostutfällningar. Vid reducerande förhållanden kan trevärt järn reduceras till tvåvärt järn Fe2+.